# Piedras del Tunjo
Piedras del Tunjo è un sito archeologico nel comune di Facatativá, in Colombia.
Le rocce sono state dipinte con numerosi pittogrammi, datati intorno al IX millennio a.C.. In epoca moderna le grotte furono impiegate come rifugio dai Muisca per resistere all'invasione spagnola. I soldati di Gonzalo Jiménez de Quesada uccisero lo Zipa Tisquesusa in questa città nel 1537. Precedentemente la zona del parco archeologico era una hacienda di una ricca famiglia locale, ma è stata espropriata dallo Stato nel 1946. Alcune delle pitture del sito sono state deliberatamente danneggiate: il governo della città ha pianificato la creazione di murales per coprire i danni e dare un aspetto migliore alle pietre.